# Калніца
Калніца (словац. Kálnica) — село, громада округу Нове Место-над-Вагом, Тренчинський край. Кадастрова площа громади — 26.4 км². Протікає Кальницький потік.
Населення 1049 осіб (станом на 31 грудня 2020 року).

## Історія
Калніца згадується 1396 року.

## Населення
| Рік:            | 1994. | 2004.   | 2014.   | 2024.   |
| --------------- | ----- | ------- | ------- | ------- |
| Кількість осіб: | 986   | 1047    | 1033    | 995     |
| Різниця:        |       | +6,18 % | -1,33 % | -3,67 % |

| Рік:            | 2023. | 2024.   |
| --------------- | ----- | ------- |
| Кількість осіб: | 1006  | 995     |
| Різниця:        |       | -1,09 % |